# Martinskirche (Großingersheim)

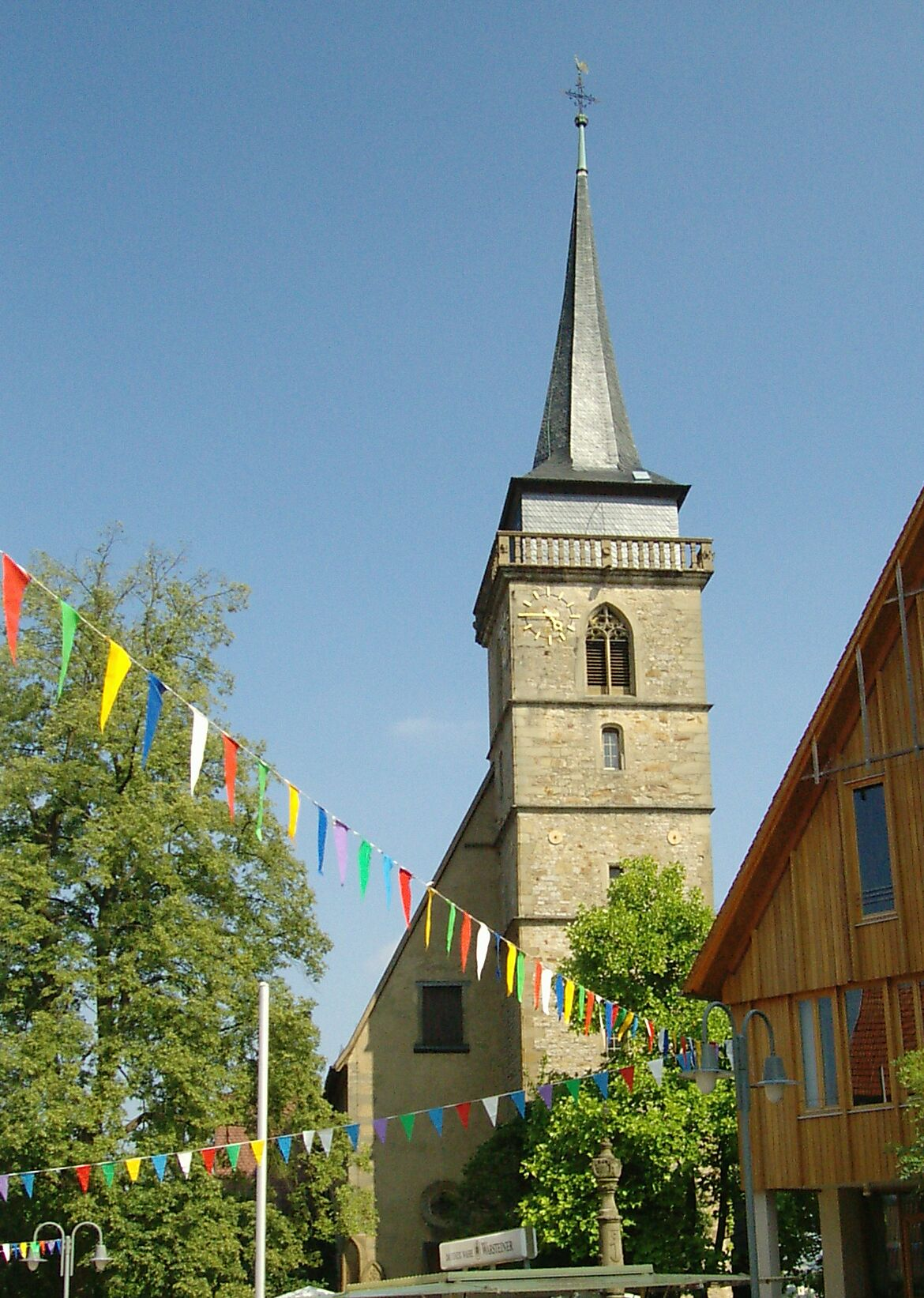
Martinskirche Großingersheim

Die Martinskirche ist eine aus dem 12. Jahrhundert stammende ehemalige Wehrkirche im Ingersheimer Ortsteil Großingersheim.

## Baugeschichte
Die Kirche hat ihren Namen vom heiligen Martin, dem Schutzheiligen der germanischen Franken, die um die Wende des 5. und 6. Jahrhunderts das Christentum in die mittlere Neckarregion brachten.
Ingersheim wird in kirchlichen Schenkungen von 779 und 844 erwähnt, man kann demnach schon in karolingischer Zeit hier eine Kirche annehmen, wobei es sich zunächst um eine Holzkirche gehandelt haben dürfte.
Im frühen Mittelalter war die Pfarrei im Besitz der Grafen von Ingersheim oder der Freiherren von Ingersheim, von denen sie an die Markgrafen von Baden überging. Der Pfarrer hielt den Gottesdienst in der Martinskirche und sechs Kapläne lasen ihre Messe an den Nebenaltären, von denen noch Spuren zu finden sind oder in den Kapellen Hl. Laurentius, zum hl. Kreuz, zur hl. Katharina, zu unserer lieben Frau (Kapelle am Bietigheimer Tor), zum hl. Georg (Kapelle in Kleiningersheim) und zur hl. Barbara (Kapelle in Geisingen).
Die schießschartenförmigen Fenster an der unteren Hälfte des Turmes erinnern daran, dass es sich um eine Wehrkirche handelt, in der die Dorfbewohner in kriegerischen Notzeiten eine Zuflucht fanden. Der die Kirche umgebende ehemalige Friedhof war einst mit hohen Mauern umgeben, die 1840 weitgehend abgetragen wurden.
Dank einer dendrochronologischen Untersuchung im Jahre 2001 konnte bestimmt werden, dass der Westturm bis zu den zugemauerten Schallarkaden aus der Zeit 1180/81 stammt. Auch der untere Teil der Südwand ist romanisch und stammt aus dem 12. Jahrhundert. An der Außenfassade sind ein zugemauertes romanisches Fenster und die Reste einer Sonnenuhr noch gut zu erkennen.
Um 1460 kam es zu einem großen gotischen Umbau der Kirche. Das bis dahin romanische Langhaus wurde nach Norden auf das Doppelte verbreitert und der Chor wurde errichtet. Im Zuge des Umbaus wurde auch der Turm auf seine heutige Höhe aufgestockt.
In der Renaissancezeit erlebte die Kirche weitere Veränderungen, was die Jahreszahlen 1600–1621 an verschiedenen Stellen beweisen. 1618 besichtigte der bekannte Baumeister Heinrich Schickhardt den baulichen Zustand der Kirche, aus dieser Zeit stammt der Umgang mit Balustraden und Wasserspeiern, sowie das darüber liegende Fachwerkgeschoss samt Turmhelm. Auch der künstlerisch wertvolle und in seiner Art einmalige Emporenaufgang an der nördlichen Außenseite der Kirche wurde geschaffen.
Der erste evangelische Pfarrer Johann Engelmann versah bereits 1535–41 sein Amt. Später wurde er in Mömpelgard Hofprediger unter Herzog Christoph. Während des Dreißigjährigen Kriegs und zur Zeit der Franzoseneinfälle 1693 haben Ort und Kirche sehr gelitten. Im Zweiten Weltkrieg wurde die Kirche bei einem Luftangriff 1944 schwer beschädigt. In den folgenden Jahren mussten die Decke und die Fenster erneuert sowie der Turm gesichert werden.

## Ausstattung

### Wandmalereien
Bei der Kirchenrenovierung 1961/62 wurden Wandmalereien aus der Zeit um 1600 entdeckt und freigelegt. Eine Abbildung der vier Evangelisten im Chorgewölbe, an der Nordwand die Apostel, teilweise mit ihren typischen Insignien über ihnen schweben Engel mit Namensspruchbändern. Links von der Apostelreihe sind David und Jubal dargestellt. An der Südwand sieht man das Volk Israel in der Wüste. Vor der Zeltstadt werden Manna und Wachteln gesammelt, rechts steht Mose, dahinter Aaron. Darüber die himmlische Welt mit Gott Vater in der Mitte, darunter musizierende Engel, davon einer „Luzifer“ in die Tiefe stürzend. Die figürlichen Darstellungen sind ein seltenes Zeugnis der nachreformatorischen Kirchenmalerei des frühen 17. Jahrhunderts.
Drei Schlusssteine zieren die Kreuzungspunkte der Gewölberippen und tragen die Wappen von Baden und Württemberg, beide Fürstenhäuser hatten Besitzungen in Ingersheim, und ganz im Osten das Lamm Gottes mit der Kreuzesfahne.

### Sakristeien
Erstaunlich und zugleich unklar ist, weshalb man in der Renaissancezeit der alten Sakristei gegenüber eine zweite gebaut hat. Beide sind kreuzgewölbt und besitzen ein Lavatorium. Die nördliche betritt man durch eine schöne mit Schmiedeeisen beschlagene Tür aus dem 15. Jahrhundert.

### Chorgestühl
Ein Hauptschmuckstück sind zwei einander gegenüberliegende, fünfsitzige Chorstühle aus Eichenholz aus dem 15. Jahrhundert, mit aufklappbaren Sitzen, die an Stirnseite und Wangen gotisches Zierwerk tragen. Hier saßen in erster Linie wohl die Kapläne der Nebenaltäre. Im Übrigen waren diese auch für Besuche aus Klöstern die am Ort Besitz hatten vorgesehen. Nach der Reformation dienten sie als Platz für die Würdenträger der Gemeinde.

### Taufstein
Der Taufstein stammt aus der Zeit nach dem 30-jährigen Krieg (17. Jahrhundert).

### Orgel
Von hohem künstlerischen Rang ist der barocke Prospekt der Orgel (18. Jahrhundert).

### Chorfenster
Die im Krieg zerstörten Chorfenster wurden 1962 ersetzt. Die drei neuen farbigen Chorfenster stammen vom Stuttgarter Künstler Wolf-Dieter Kohler.

### Glocken
1965 erhielt die Kirche vier neue Bronzeglocken.

## Sonstiges
Die Martinskirche liegt am Martinusweg, einer Route des Pilgerweges Via Sancti Martini, der zwischen Szombathely (Ungarn) und Tours (Frankreich) verläuft.